# MYERA
MYERA（日語：マイラ）是日本的5人女子團體。テレビ朝日ミュージック所屬。

## 團體資料

### 團體名稱
組合名"MYERA"的意思是"刻畫自己"MY"的生活方式，創造時代"ERA"。

### 粉絲名稱
官方粉絲名爲STYERA（ステラ）。
不被時代所左右，不被類別所束縛，不被未知所嚇倒，追求"REAL"，成功和失敗都肯定，將自己反映到作品中。。

### 成員資料
| 藝名   | 藝名   | 本名              | 出生日期 出生地      |
| 英文   | 日文   | 本名              | 出生日期 出生地      |
| ------ | ------ | ----------------- | -------------------- |
| Aguri  | アグリ | 未公開            | 2000年2月12日 廣島縣 |
| Yui    | ユイ   | ／ Ando Yui       | 2004年10月6日 愛知縣 |
| Koto   | コト   | ／ Tanaka Koto    | 2005年1月11日 愛知県 |
| Riria  | リリア | ／ Kobiyama Riria | 2005年8月1日 福島縣  |
| Himena | ヒメナ | ／ Higa Himena    | 2008年5月9日 沖繩縣  |

## 活動經歷

### 2024年
11月1日，公開了官方網站,並公佈了成員和出道日期。
11月23日，發佈《Be Naked》的音源。
12月1日,出道單曲《Be Naked》的MV在油管上公開。
12月24日，在Youtube Live上募集的粉絲名爲《STYERA》。

### 2025年
1月1日，以CD單曲「Lie ライ Lie ライ / Be Naked」出道。在12月31日的Oricon每日單曲排行榜上獲得1位，在Oricon周單曲排行榜上獲得6位。當天,《Lie ライ Lie ライ》的MV在youtube上公開。
1月11日，組合首次的發行活動在東京灣舉行，發表了成員首次單獨演唱會"MYERA 1st SHOW CASE-STYERA-"將在東京EX THEATER ROPONGI舉行，官方粉絲俱樂部"STYERA"也將開始。
1月31日,與韓國Beatbox Crew"Beatbox House"合作的《Myera, Beatbox House-Beatbox Ver.》MV公開。
2月26日，《BUSY》數位發行。3月1日,MV公開。
3月26日，《Upboomboom》數位發行。
5月3日，《TORNADO / No Drip》數位發行。

## 音樂作品

### MV
| 公開日        | 標題              |
| ------------- | ----------------- |
| 2024年12月1日 | Be Naked          |
| 2025年1月1日  | Lie ライ Lie ライ |
| 2025年3月1日  | BUSY              |
| 2025年3月26日 | Upboomboom        |
| 2025年5月3日  | TORNADO           |
| 2025年5月4日  | No Drip           |

## 外部連結
- MYERA OFFICIAL SITE
- YouTube上的MYERA頻道
- MYERA的X（前Twitter）
- MYERA的Instagram帳戶